# 松本玲奈
松本 玲奈（まつもと れいな、1989年8月17日 - ）は、神奈川県出身の元女性ファッションモデル、歯科医師。元レプロエンタテインメント所属。血液型B型。

## 来歴・人物
- 小学校5年生だった2000年に女子小中学生向けファッション雑誌『ニコラ』（新潮社）の読者モデルオーディションを受け、準グランプリに。その後は専属モデルとして活動する。当時、小学5年生で新ニコモのグランプリに選ばれたのはニコラ初であった。
- 2004年には虎南有香・岡本玲・丹羽未来帆・我妻三輪子とアイドルユニット「ニコモノ」として、CDデビューも果たしている。
- 2006年6月号のニコラにおいて関千紘、虎南有香、丹羽未来帆とともにニコモを卒業した。
- ニコモ卒業後は『Fine』の専属モデルとして活躍していた。
- 2008年4月に鶴見大学歯学部に入学し、2014年3月に卒業した[4][5]。
- 現在、歯科医師として活動中[1]。

## 出演

### バラエティ
- ニコモノ!（2004年4月 - 9月、テレビ大阪）
- プリティーキッズ（2005年、テレビ東京）
- 音箱登龍門（2005年5月4日、フジテレビ）
- 明石家さんちゃんねる（2007年6月6日、TBS）

### ドラマ
- ホタルノヒカリ2（2010年7月7日、日本テレビ）

### スチル
- 岡村株式会社 「ecrueaile」
- グンゼ株式会社 「pied claor」
- 株式会社丸井 「スーパーラブステージ」
- 株式会社千趣会 「ピコモ」

### VP
- グンゼ株式会社「pied claor」

### イベント
- 伊勢丹
- 小田急百貨店
- 西武百貨店

### WEB CM
- ユニリーバ・ジャパン株式会社 「AXE チョコマン」

## 書籍

### 雑誌
- ニコラ（新潮社） - 元専属モデル
- Fine（日之出出版） - 元専属モデル

## 音楽作品

### CDシングル
1. I Don't Know（2005年2月23日、ジェネオンエンタテインメント）
  - ニコモノとして。テレビ番組『ニコモノ!』主題歌。

### ビデオ・DVD
1. nicola video（avex）